# Vilhelm Ekelund
Vilhelm Ekelund (Stehag, 14 de Outubro de 1880 — Saltsjöbaden, 3 de Setembro de 1949) foi um escritor, poeta e aforista sueco.
Possuidor de uma ampla cultura literária, a sua obra sofreu influências de vários tipos: clássicos gregos, simbolismo francês, Nietzsche e Friedrich Hölderlin.
Vilhelm Ekelund foi um pioneiro do verso livre e um antecessor do modernismo lírico na Suécia.